# Ложкин, Сергей Андреевич
Ло́жкин Серге́й Андре́евич (род. 1951) — российский математик, доктор физико-математических наук, профессор, заведующий кафедрой математической кибернетики факультета ВМК МГУ.

## Биография
В 1968 году окончил с золотой медалью среднюю школу № 23 г. Кирова. В том же году поступил на 1-й курс механико-математического факультета МГУ, а в 1970 году был переведён на 3-й курс вновь образованного факультета вычислительной математики и кибернетики, который окончил с отличием в 1973 году. В 1978 году окончил аспирантуру факультета ВМК МГУ.
В 1990 году присвоено звание доцента.
В 2003 году присвоено звание профессора.
Работает в МГУ с 1978 года: ассистент (1978—1988), доцент (1988—1998), профессор (с 1999) кафедры математической кибернетики факультета ВМК МГУ. Заместитель декана факультета ВМК МГУ по научной работе (с 2000). Заведующий кафедрой математической кибернетики факультета ВМК МГУ с июля 2019 года.
Заслуженный профессор МГУ (2009).
Награждён медалью «В память 850-летия Москвы» (1997).

## Научная деятельность
Кандидат физико-математических наук (1979). Тема диссертации: «Реализация функций алгебры логики схемами из функциональных элементов с задержками» (научный руководитель — Лупанов О. Б.).
Доктор физико-математических наук (1998). Тема диссертации: «Асимптотические оценки высокой степени точности для сложности управляющих систем».
Ложкиным С. А. разработаны новые методы синтеза, позволившие для всех основных и многих других классов схем получить новые, существенно более точные, асимптотические оценки для так называемой функции Шеннона. Эти результаты создали основу для нового этапа в развитии асимптотической теории синтеза управляющих систем — этапа, связанного с изучением сложности реализации дискретных функций схемами различных типов на уровне асимптотических оценок высокой степени точности.

## Педагогическая деятельность
На факультете ВМК МГУ читает следующие лекционные курсы: «Основы кибернетики», «Дополнительные главы кибернетики и теории управляющих систем», «Математические модели и методы синтеза СБИС». Является разработчиком и руководителем магистерской программы «Математические модели и методы в проектировании СБИС».
Подготовил 14 кандидатов наук.

## Избранные работы

### Книги
- Задачи по курсу «Основы кибернетики» / Вороненко А. А., Алексеев В. Б., Ложкин С. А., Романов Д. С., Сапоженко А. А., Селезнёва С. Н. М.: Макс Пресс, 2002. 66 с.
  - 2-е изд. М.: МАКС Пресс, 2011. ISBN 978-5-89407-466-5, 978-5-317-03857-1, 72 с.
- Лекции по основам кибернетики : учеб. пос. по курсам "Основы кибернетики" и "Структур. реализация дискрет. функций" / С. А. Ложкин ; - М. : Изд. отд. фак. ВМК МГУ, 2004. - 253 с.; ISBN 5-89407-200-X
- Элементы теории графов, схем и автоматов : учеб. пос. по курсам "Дискретная математика" и "Основы кибернетики" / В. Б. Алексеев, С. А. Ложкин; МГУ им. М. В. Ломоносова, Фак. ВМК. - Москва : МАКС Пресс, 2020. - 60 с.; ISBN 978-5-317-06363-4

### Статьи
- Оценки высокой степени точности для сложности управляющих систем из некоторых классов // Математ. вопросы кибернетики, вып. 6 — М., Наука, 1996, c. 189—214.
- О глубине функций алгебры логики в произвольном полном базисе // Вестн. Моск. ун-та, сер. 1: Матем. Мех., 1996, № 2, c. 80-82.
- О полноте и замкнутых классах функций алгебры логики с прямыми и итеративными переменными // Вестн. Моск. ун-та, сер. 15: Вычислит. матем. и киберн., 1999, № 3, c. 35-41.
- Об асимптотике сложности универсального клеточного контактного многополюсника // Вестн. Моск. ун-та, сер. 15: Вычислит. матем. и киберн., 2005, № 4, с. 30-38 (соавт. Евдокимова Т. Н.).
- О минимальных схемах для монотонных симметрических функций с порогом 2 // Дискрет. матем., 2005, т. 17, вып. 4, с. 108—110.
- О реализации функций алгебры логики BDD, вложенными единичный куб // Вестн. Моск. ун-та., сер. 15: Вычислит. матем. и киберн., 2006, № 4, c. 29-36 (соавт. Седелев О. Б.).
- О синтезе формул, сложность и глубина которых не превосходят асимптотически наилучших оценок высокой степени точности // Вестн. Моск. ун-та, сер. 1: Матем. Мех., 2007, № 3, c. 19-25.
- Интеграция логического синтеза с привязкой к библиотеке в системе Integro // Проблемы разработки перспективных микро- и наноэлектронных систем — 2008 // В сб. научн. тр. — М., изд-во ИППМ РАН, 2008, c. 18-24 (соавт. Романов Д. С., Готманов А. Н., Попов Е. А., Шиганов А.Е).
- О сложности мультплексорной функции в классе π-схем // Ученые записки Казан. гос. ун-та, сер. физ.-матем. науки, т. 151, кн. 2, 2009, с. 98-106 (соавт. Власов В. Н.).